# Wedringen

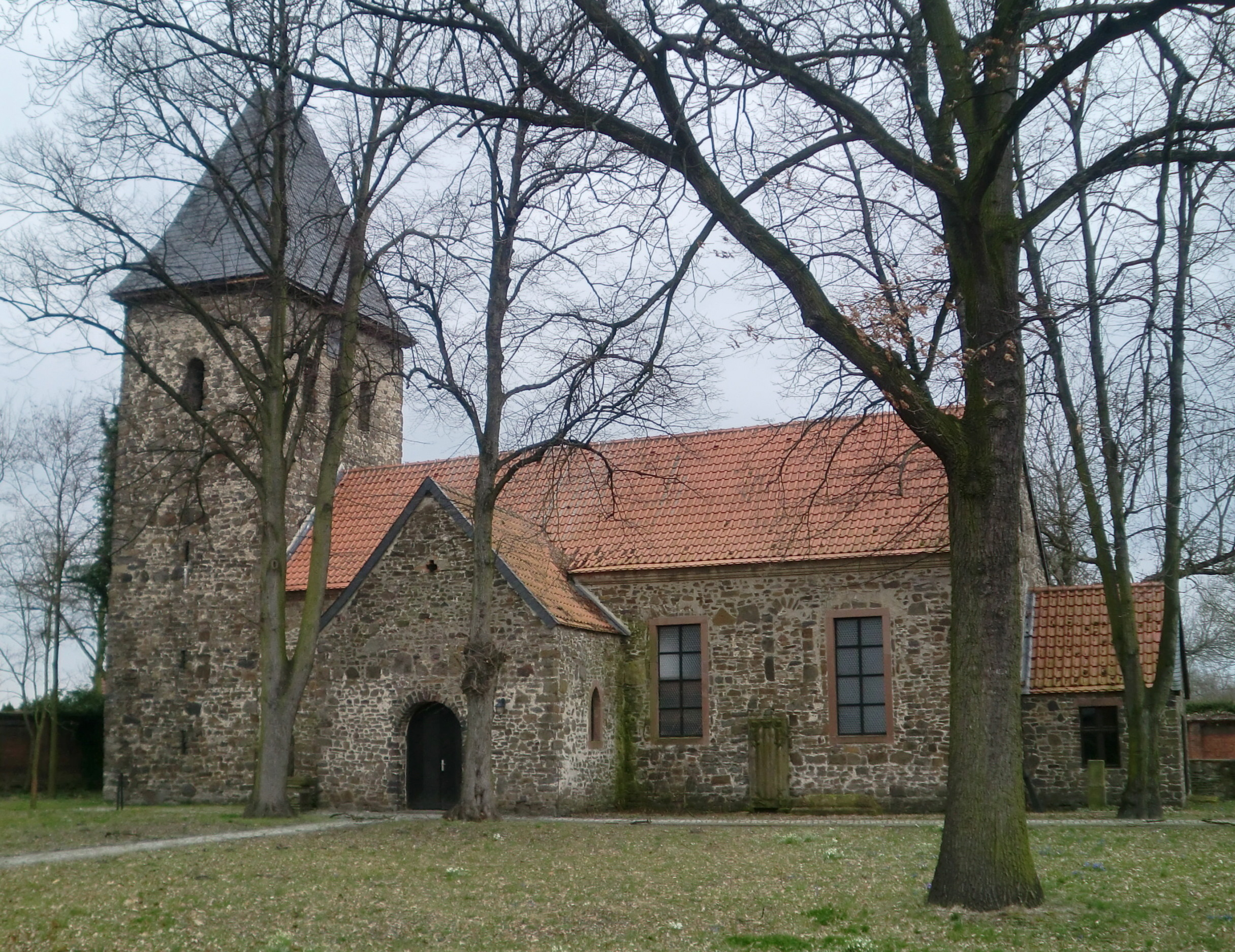
Kirche Unserer Lieben Frauen

Wedringen ist ein Ortsteil der Stadt Haldensleben im Landkreis Börde in Sachsen-Anhalt.

## Lage
Wedringen hat etwa 600 Einwohner und liegt östlich von Haldensleben. Nördlich des Dorfes fließt die Ohre entlang. Etwas weiter südlich verläuft der Mittellandkanal, zu dem an den Häfen Haldenslebens Anschluss besteht. Seit Anfang September 2021 führt die Bundesstraße 71 als Umgehungsstraße an Wedringen vorbei. Bis dahin verlief sie mitten durch das Dorf.

## Geschichte
Die erste urkundliche Erwähnung erfolgte im Jahr 1086. Es bestehen jedoch Vermutungen, dass Wedringen deutlich älter ist und Standort einer Burg war. Im 12. Jahrhundert bestand zumindest ein Adelsgeschlecht derer von Wedringen. Der Ort wurde über die Jahrhunderte durch die Landwirtschaft geprägt, die zu einem gewissen Wohlstand führte. Am 22. Juni 1788 kam es zu einem größeren Brand, bei dem mehrere Gebäude des Ortes zerstört wurden. 1910 zählte Wedringen 770 Einwohner. 1933 war die Zahl auf 711 Bewohner zurückgegangen. 1939 wurden 741 Einwohner, 1993 nur noch 599 Bewohner gezählt. 2017 hatte der Ort 566 Einwohner. Durch den Ort verlief einst die Lüneburger Heerstraße, diese führte über Haldensleben, Calvörde und Braunschweig nach Lüneburg.
Am 12. Juni 1929 wurde die Freiwillige Feuerwehr des Dorfes gegründet. Sie benutzt das im Jahr 1958 erbaute Feuerwehrhaus, welches 2002 modernisiert wurde. Wedringen ist Standort mehrerer Handwerksbetriebe.
Der Ort war eine eigenständige Gemeinde, bis er am 2. Mai 1991 nach Haldensleben eingemeindet wurde.

## Politik
In Wedringen existiert ein Ortschaftsrat und der Ortsbürgermeister ist André Wiklinski.

## Bauwerke und Denkmäler
In Wedringen steht die im Mittelalter entstandene Kirche Unserer Lieben Frauen. Auch das 1903 gebaute Pfarrhaus steht unter Denkmalschutz. Weitere Baudenkmäler sind das repräsentative historistische Bauernhaus an der Adresse An der Quetge 2 und die 1788 teilweise in Fachwerkbauweise entstandenen Häuser Dorfstraße 19 und 21.
Vor der Kirche befindet sich ein Kriegerdenkmal für die Gefallenen des Ersten Weltkrieges.

## Persönlichkeiten
Ernst Jennrich (1911–1954), ein Opfer des Volksaufstandes vom 17. Juni 1953, wurde in Wedringen geboren.